# Péault
Péault ist eine französische Gemeinde mit 618 Einwohnern (Stand 1. Januar 2022) im Département Vendée in der Region Pays de la Loire; sie gehört zum Arrondissement Fontenay-le-Comte und zum Kanton Mareuil-sur-Lay-Dissais. Die Einwohner werden Péaultais genannt.

## Geographie
Péault liegt etwa 24 Kilometer südöstlich von La Roche-sur-Yon am Lay, der am Westrand der Gemeinde fließt. Das Gemeindegebiet gehört zum Regionalen Naturpark Marais Poitevin. Umgeben wird Péault von den Nachbargemeinden Mareuil-sur-Lay-Dissais im Norden, Corpe im Osten, Les Magnils-Reigniers im Süden, La Bretonnière-la-Claye im Westen und Südwesten sowie La Couture im Westen und Nordwesten.

## Bevölkerungsentwicklung
| Jahr                      | 1962 | 1968 | 1975 | 1982 | 1990 | 1999 | 2006 | 2013 |
| Einwohner                 | 465  | 399  | 366  | 361  | 361  | 430  | 522  | 564  |
| Quelle: Cassini und INSEE |      |      |      |      |      |      |      |      |

## Sehenswürdigkeiten

Kirche Saint-Sulpice

- Kirche Saint-Sulpice